# Паприкаш
Паприка́ш (венг. paprikás) — блюдо венгерской кухни. Кусочки мяса тушатся в сметане (сливках) с паприкой и луком. Обычно подаётся с гарниром. Также в состав паприкаша могут входить такие овощи, как морковь, томаты, сладкий перец. Картофельный паприкаш выступает часто гарниром. Классическим считается паприкаш, приготовленный из «светлого» мяса: курятины, телятины, ягнёнка и даже рыбы. Использование «тёмного» или жирного мяса (свинина, говядина, гусь, дичь) при приготовлении паприкаша считается отхождением от правила.
Рассказ «Грабитель-убийца перед судом»:

«…Я заказал паприкаш у Дворжака, его нельзя было есть. С детства он проявлял склонность ко лжи и закончил свою карьеру убийством. В соусе я нашел муху. Телятина на телятину не похожа»
.
Как и гуляш, считается традиционной едой венгерских пастухов, кочующих по Венгерской равнине. Традиционно паприкаш готовился в котлах на костре. Добавление сметаны в рецепт, чтобы несколько смягчить паприку, считается влиянием немецкой (австрийской) кухни, поскольку Венгрия долгое время входила в состав Австро-Венгерской империи. Уже в конце XIX века паприкаш стал популярен даже за пределами Венгрии, когда знаменитый французский повар Жорж Огюст Эскофье (1846—1935) разместил его в меню в своем ресторане в гранд-отеле Монте-Карло.